# Скандалото
Скандалото (болг. Скандалото) — село в Болгарии. Находится в Ловечской области, входит в общину Априлци. Население составляет 63 человека.

## Политическая ситуация
Скандалото подчиняется непосредственно общине и не имеет своего кмета.
Кмет (мэр) общины Априлци — Младен Максимов Пелов (коалиция в составе 3 партий: Демократы за сильную Болгарию (ДСБ), Национальное движение «Симеон Второй» (НДСВ), Союз демократических сил (СДС)) по результатам выборов в правление общины.